# Rinaldo De Stauris
Rinaldo De Stauris, oppure Rinaldo De Stàuris, "'Rinaldo de Staulis"', "'Rinaldo de Stauli"', "'De Raynaldus Staulis"' (Cremona, XV secolo – XV secolo), è stato uno scultore italiano.

## Biografia

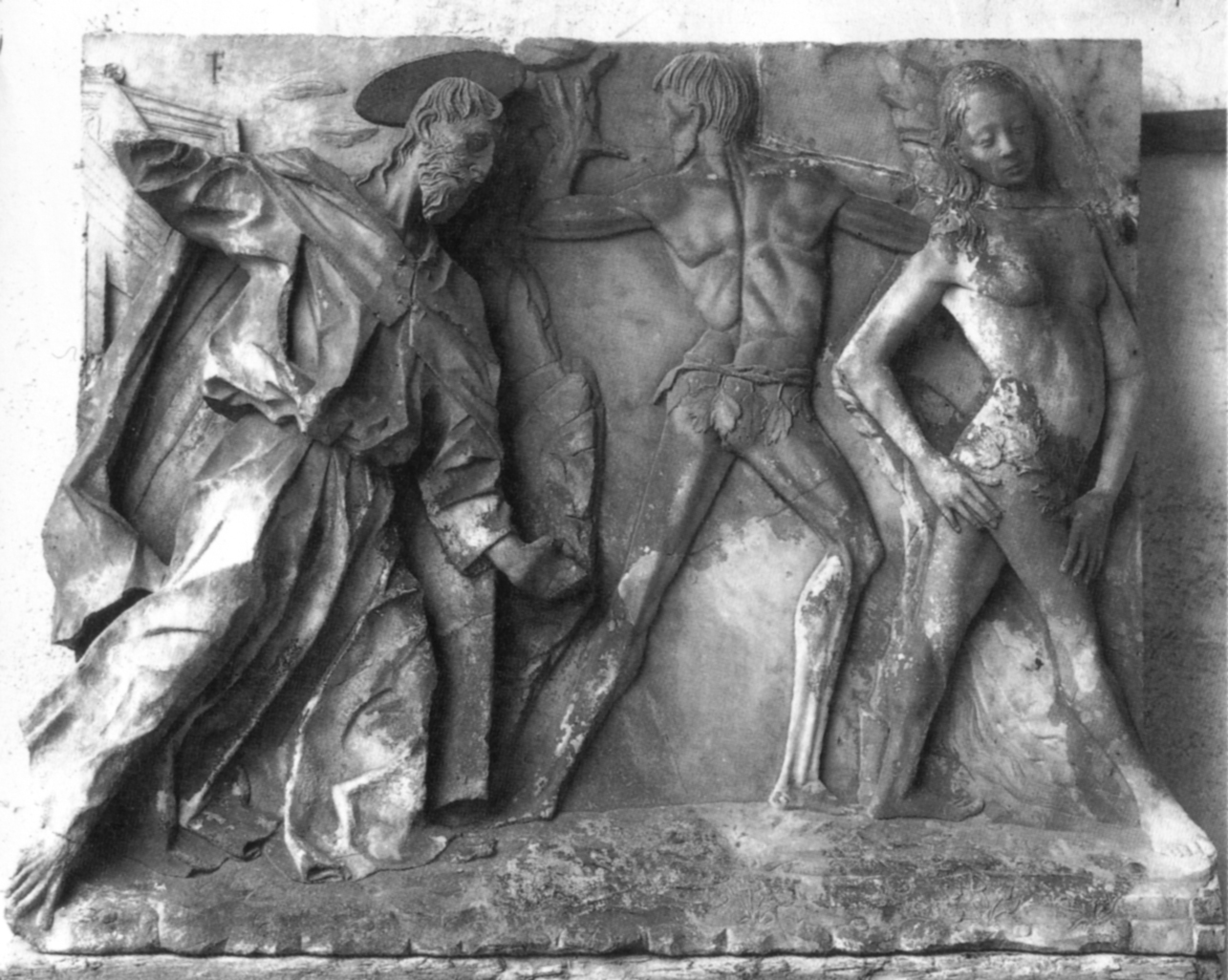
Cacciata dei progenitori presente sulla facciata della Certosa di Pavia attribuito a Mantegazza con la collaborazione di De Stauris

De Stauris fu un artista attivo nella seconda metà del XV secolo, nato a Cremona che, nel Quattrocento, risultò un fiorente centro dell'arte della terracotta.
De Stauris appartenne a quel gruppo di artisti protagonisti di una decorazione in cotto caratterizzata da una sontuosa eleganza tipica dell'architettura lombarda del primo Rinascimento.
Lavorò alla Certosa di Pavia, dal 1465 al 1478, insieme allo scultore pavese Cristoforo Mantegazza per la realizzazione della facciata (su commissione del priore Filippo Rancati), per la quale collaborò alla esecuzione dell'ornamentazione a rilievo dello zoccolo della parte sinistra.
Alla Certosa di Pavia De Stauris lasciò eleganti fregi in terracotta nel chiostro piccolo e nel chiostro grande.
Tra le sue opere si può menzionare quella firmata, una terracotta nel Museo civico di Cremona. Gli vengono inoltre attribuite le decorazioni in terracotta della casa Podestà a Cremona e della casa Viola, già Azzanelli, a Soncino.

## Opere
- Ornamentazione a rilievo dello zoccolo della parte sinistra della facciata della Certosa di Pavia (1465-1478);
- Fregi in terracotta nel chiostro piccolo e nel chiostro grande della Certosa di Pavia (1465-1478);
- Terracotta nel Museo civico di Cremona;
- Decorazioni in terracotta della casa Podestà a Cremona;
- Decorazioni in terracotta della casa Viola, già Azzanelli, a Soncino.
- Decorazioni in terracotta dell'Ospedale San Matteo a Pavia, 1484[3].